# Хашемитски универзитет
Универзитет Хашемит (арап. الجامعة الهاشمية) један је од јорданских државних универзитета. Основан је 1995. године. Универзитет се налази у близини града Зарка. Универзитет Хашемит је први универзитет у Јордану у ком се примењује двосеместрални систем. Поред основних студија, Универзитет нуди низ различитих мастер програма. Поред тога, на универзитету постоји међународни програм који омогућава упис студената из других земаља.

## Историјат
Уредба о успостављању Универзитета Хашемит издата је 19. јуна 1991. године, а Универзитет је почео са радом 16. септембра 1995. године. 

## Студије
Факултет обухвата 19 факултета и института, специјализације на основиним студијама и специјализације на постдипломским студијама.